# Nemanja Marjanović
Pour les articles homonymes, voir Marjanović.
Nemanja Marjanović, né le 8 janvier 1984 à Sarajevo, est un joueur de handball serbe qui joue au poste de gardien de but.

## Palmarès
Le palmarès de Nemanja Marjanović est :
- vainqueur du Championnat de République tchèque (4) : 2006, 2007, 2008, 2018
- vainqueur de la Coupe de République tchèque (3) : 2006, 2007, 2008
- vainqueur du Championnat de Macédoine (1) : 2009
- finaliste de la Coupe de France (1) : 2011